# Square Réjane
Le square Réjane est un square du 20e arrondissement de Paris.

## Situation et accès
Le site offre des entrées par le cours de Vincennes et par la rue de Lagny, au no 58.
Il est desservi par la ligne 1 à la station Porte de Vincennes.

## Origine du nom
Le square Réjane porte le nom de « Gabrielle-Charlotte Réju » dite Réjane, une comédienne française née le 5 juin 1856 à Paris et morte le 14 juin 1920  à Asnières-sur-Seine.